# Heart's Content (Canada)
Heart's Content is een gemeente (town) in de Canadese provincie Newfoundland en Labrador. De gemeente ligt aan de westkust van het schiereiland Bay de Verde in het zuidoosten van het eiland Newfoundland. Heart's Content ligt aan Trinity Bay.

## Geschiedenis
In 1866 vond de voltooiing van de aanleg van de Trans-Atlantische telegraafkabel plaats. Deze zeer belangrijke communicatieverbinding verbond het West-Ierse eiland Valentia met Heart's Content, dat interessant was vanwege zijn oostelijke ligging. Het Heart's Content Cable Station was in gebruik tot 1965 en is op heden een provinciale historische site die dienstdoet als museum.

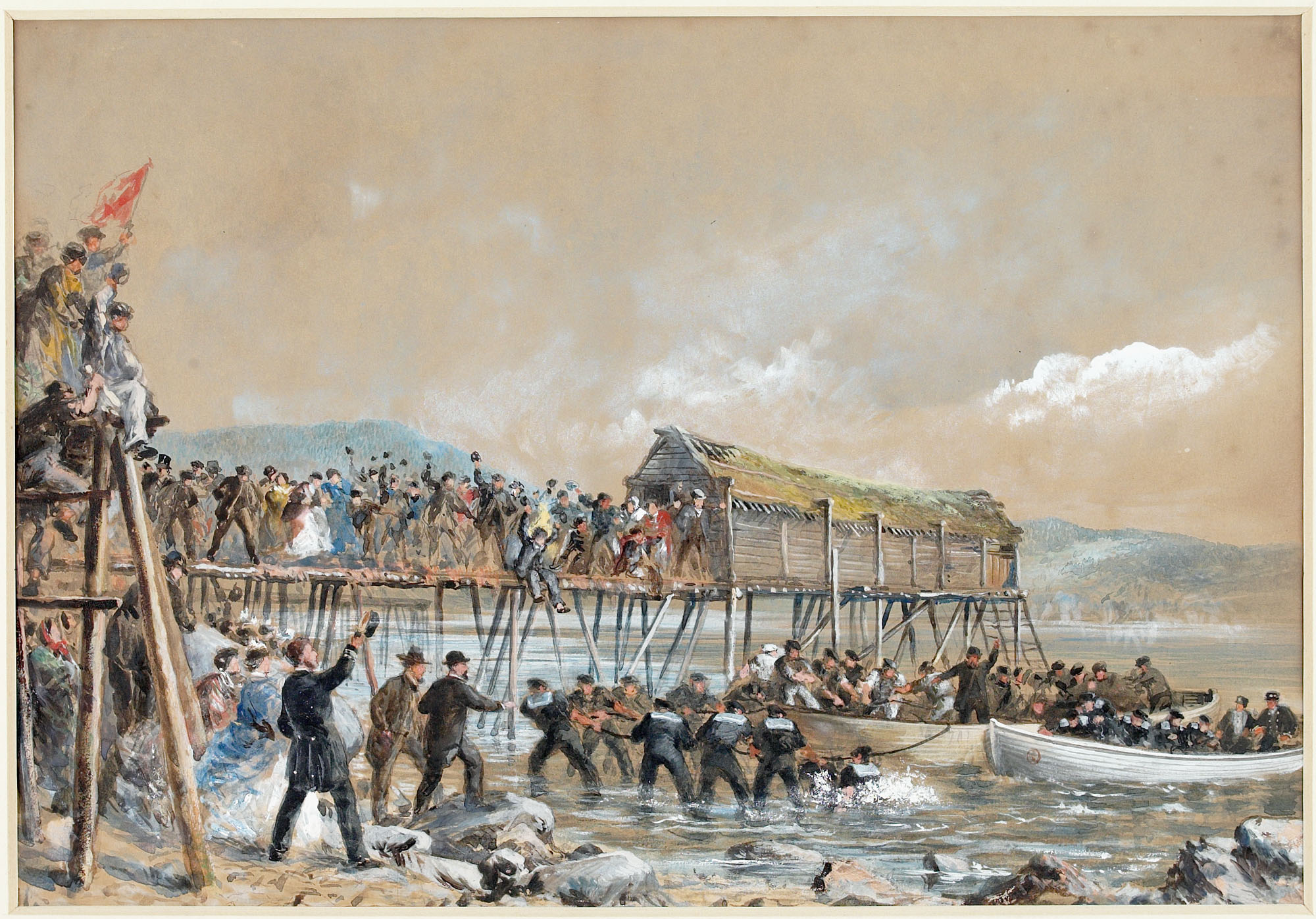
Landing of the Atlantic Cable of 1866 (1866), Robert Charles Dudley
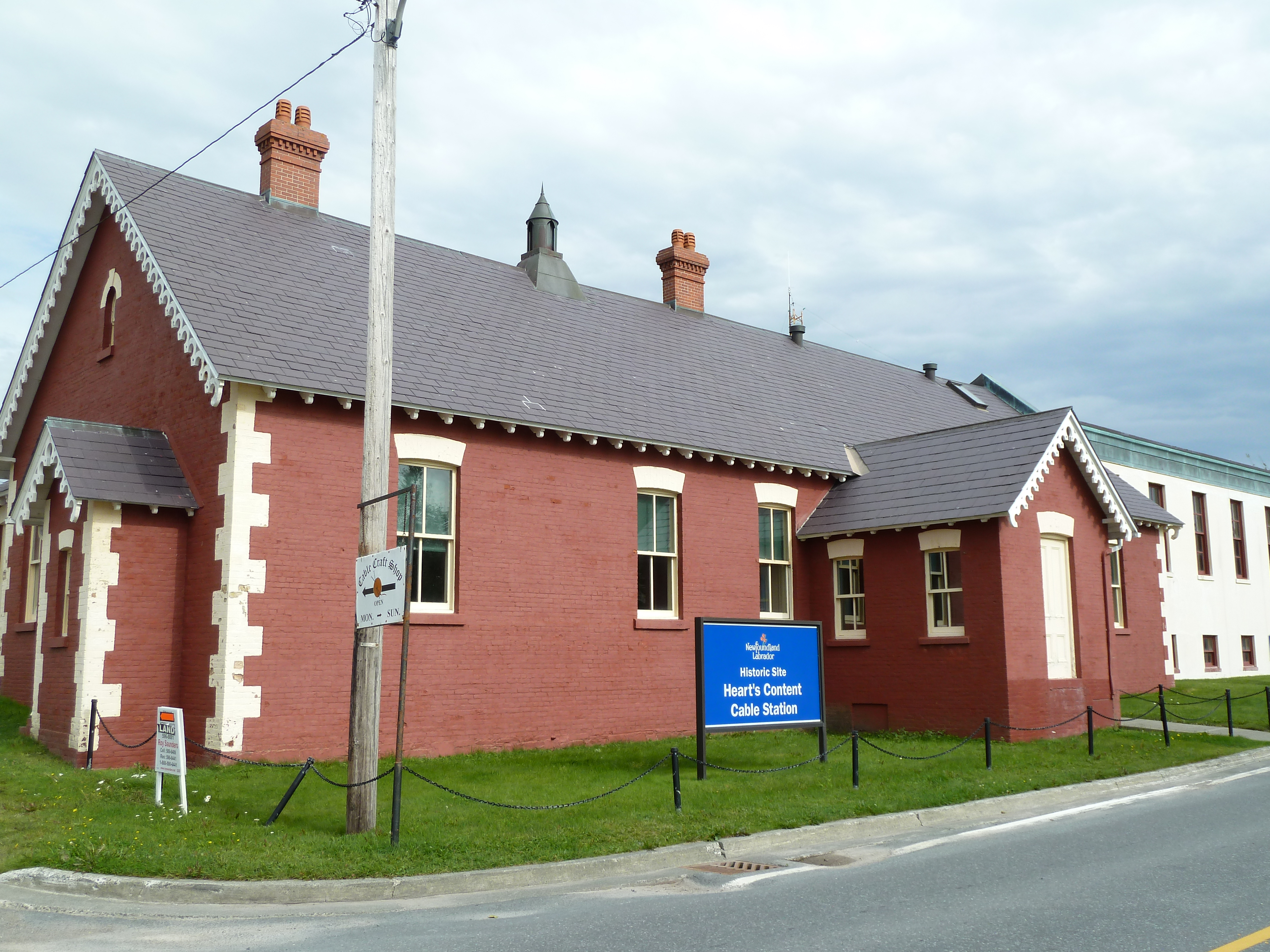
Heart's Content Cable Station

In 1967 werd het dorp een gemeente met het statuut van local improvement district (LID). Tussen 1971 en 1976 veranderde de gemeente van statuut naar town.

## Demografie
Demografisch gezien is Heart's Content, net zoals de meeste kleine dorpen op Newfoundland, aan het krimpen. Tussen 1991 en 2016 daalde de bevolkingsomvang van 567 naar 330. Dat komt neer op een daling van 237 inwoners (-41,8%) in dertig jaar tijd.
| Jaar | Aantal inwoners | Verschil |
| ---- | --------------- | -------- |
| 1991 | 567             | –        |
| 1996 | 538             | -5,1%    |
| 2001 | 495             | -8,0%    |
| 2006 | 418             | -15,6%   |
| 2011 | 375             | -10,3%   |
| 2016 | 340             | -9,3%    |
| 2021 | 330             | -2,9%    |